# اشکان مروتی
اشکان مروتی (زاده ۱۳۷۵) از معترضان خیزش ۱۴۰۱ ایران در سنندج است که در جریان اعتراضات در ۲ آذر ۱۴۰۱ بازداشت‌شد. او مورد اصابت ۲۰۰گلوله ساچمه ای و ۲گلوله جنگی از فاصله نزدیک و اصابت بیش از ۱۰۰ ضربه باتون به سر بعد از بیهوشی توسط نیروهای امنیتی جمهوری اسلامی قرار گرفته‌بود. دادگاه انقلاب او را به محاربه متهم کرده و در خطر اعدام قرار دارد. اشکان مروتی در صفحۀ اینستاگرام خود اعلام کرد که به‌صورت مخفی از کشور خارج شده‌است.

## واکنش‌ها
انه لوغونس په‌تل، نماینده مجلس فرانسه، کفالت سیاسی او را بر عهده گرفته‌است. 